# Jusuf ath-Thunajan
Jusuf ath-Thunajan (również Al-Thunajan, arab. يوسف الثُنيان, ur. 18 listopada 1963 w Rijadzie) − piłkarz saudyjski, grający na pozycji napastnika.
W czasie kariery zawodniczej rozegrał 94 spotkania i strzelił 26 goli dla reprezentacji. W wieku 34 został powołany na swoje pierwsze i jedyne w karierze Mistrzostwa Świata, gdzie wystąpił w dwóch meczach, strzelając bramkę w meczu przeciwko RPA. Jeśli chodzi o karierę klubową, to grał głównie w Al-Hilal.